# 레베카 코챈

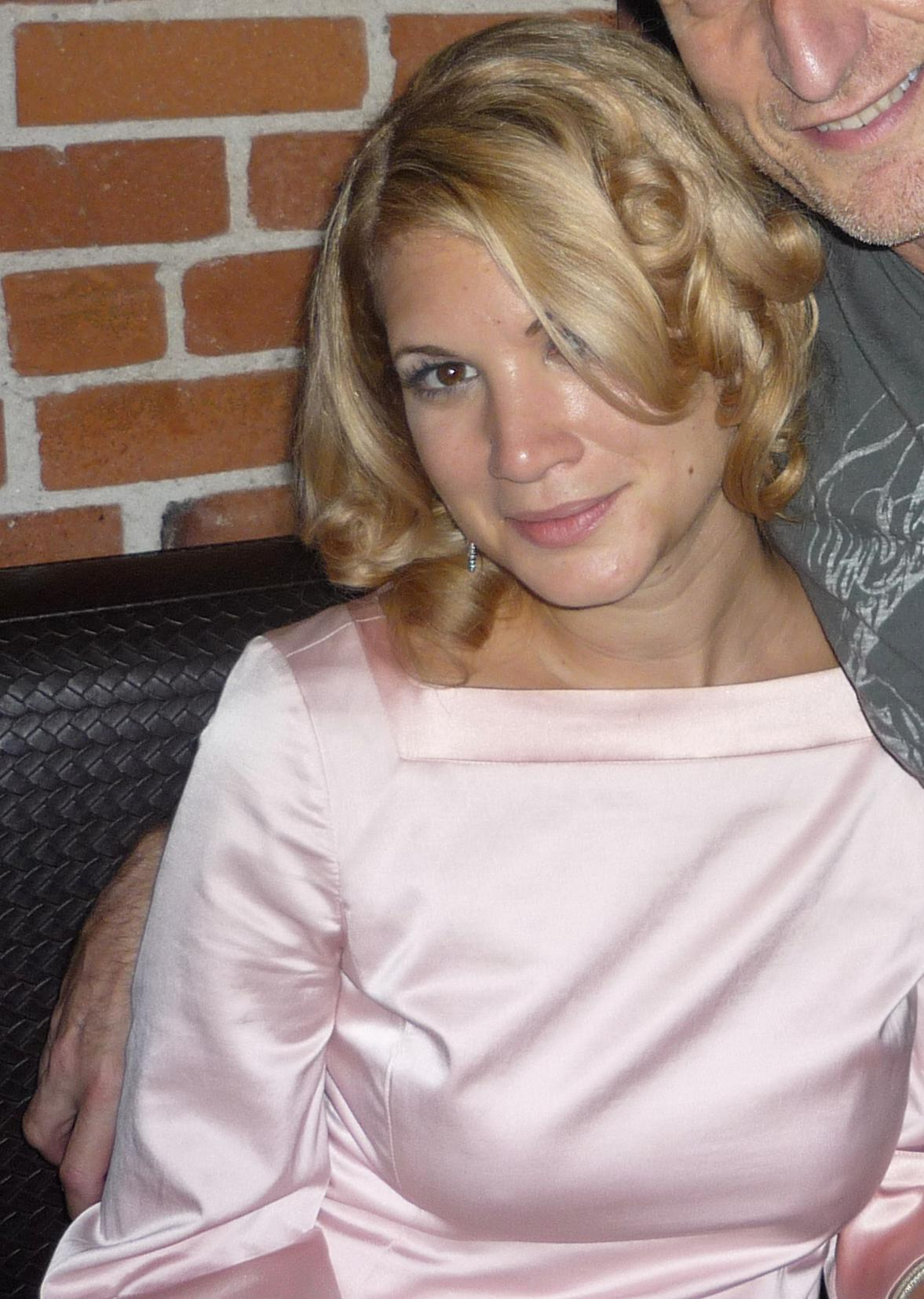

레베카 코챈(Rebekah Kochan, 1984년 4월 28일 ~ )은 미국의 배우, 영화배우이다.

## 영화
- 웨이팅 인 더 윙스: 스틸 웨이팅 (2016년)
- 인어프로프리어트 코미디 (2013년) - 레베카 역
- 파인딩 미스터 라이트 (2011년)
- 이팅 아웃: 더 오픈 위크앤드 (2011년)
- 피쉬넷 (2010년) - 트릭시 역
- 이팅 아웃: 올 유 캔 이트 (2009년) - 티파니 역
- 플루 버즈 (2008년)
- 프릭쇼 (2007년)
- 보물섬의 해적들 (2006년)
- 드라큐라의 저주 (2006년)
- 이팅 아웃 2 (2006년)
- 이팅 아웃 (2004년)